# Улица Цюрупы (Воронеж)
У́лица Цюру́пы — улица в Центральном районе Воронежа, начинается от Красненькой улицы (выход к Набережной Массалитинова и берегу Воронежского водохранилища осуществляется по лестнице) и заканчивается у пересечения улиц Сакко и Ванцетти и Степана Разина.

## История
Ещё в 1700 году русский царь Пётр I приказал выселять сюда людей, чьи дома мешали развёрнутому им тогда на реке Воронеж строительству флота.
Улица появилась в начале XVIII века, соединив Попов рынок и площадь у Петропаловской церкви. До середины XIX века она называлась Сахаровой или Сахаровской, так как на этой улице находился дом суконного фабриканта П. Сахарова. Впоследствии улица стала именоваться Петропавловской по названию Петропавловской церкви, которая была построена в 1730 году на пересечении современных улиц Цюрупы и Каляева.
Современное название улица получила в 1928 году в честь русского революционера и видного советского деятеля Александра Дмитриевича Цюрупы (1870—1928).

## Архитектура
- № 5 — корпус Постоловских казарм, бывший дом Сахарова. Здание построено в первой половине XVIII века
- № 7 — дом, выстроенный в конце XIX столетия, принадлежал губернскому секретарю Н. Н. Хребтову, бухгалтеру управления железной дорогой.
- № 9 — шестиэтажный жилой дом. Он появился на улице в конце 1990-х.
- № 11 — Главный дом усадьбы коллежского асессора Викулина, построенный в третьей четверти XVIII века. В 1808 году хозяин отдал его под «сиропитательный дом». В настоящее время здание используется детским садом.
- № 24 — дом мещанина И. Я. Попова, был в 1887 году в стиле эклектика, принадлежал дворянке О. И. Куманской.
- № 26 — деревянное здание, сложенное в XIX веке — вдове полковника О. Д. Конюшевской.
- № 32, № 34 — Дом № 32 построен в 1908—1909-х годах, а дом № 34 — в начале 1900-х годах. Это бывшие «доходные дома» теперь занимают различные организации. Автор проекта инженер Я. И. Стрельцов.